# Гребля Аль-Джифнайн
Гребля Аль-Джифнайн (Al Jifnain) — інженерна споруда на півночі Оману, будівництво якої припало на першу половину 2020-х років.
Наприкінці 2000-х років у Омані взялись за будівництво гребель, які б захищали населення та майно від повеней, що час від часу трапляються в цій пустельній країні внаслідок дощів. Однією з таких споруд є гребля Аль-Джифнайн, контракт на будівництво якої уклали в 2020 році.
Гребля споруджена в західній частині Маскату, побіч Університету султана Кабуса. Виконана у формі літери «U» кам'яно-накидна споруда має висоту 19 метрів та довжину 6,5 км. До складу греблі входять дві бетонні водопереливні ділянки та дві нижні водопропускні споруди.